# Nelson Lee
Nelson Lee (* 16. Oktober 1975 in Taipeh, Taiwan) ist ein kanadischer Schauspieler taiwanischer Herkunft. Bekanntheit erlangte er vor allem durch seine Rolle als Shen in der US-amerikanischen Science-Fiction-Serie Blade – Die Jagd geht weiter.

## Leben
Der in der Hauptstadt der Inselrepublik Taiwan geborene Lee wuchs in Kanada auf, verbrachte dort beinahe seine gesamte Jugend und besuchte ab 1993 die University of Toronto Schools  bzw. die University of Toronto. Im Jahre 1995 machte er einen Studentenaustausch und verbrachte ein Jahr in der Stadt Swansea in Südwales. Nach der Rückkehr nach Kanada machte er den Bachelor und zog in die Vereinigten Staaten, wo er ab 1998 die American Academy of Dramatic Arts (AADA) besuchte. 2001 verließ er die private Schauspielschule mit dem Associate Degree, genauer gesagt mit dem Associate of Arts Degree, einer von drei verschiedenen Kategorien.
Seine ersten nennenswerten Fernsehauftritt hatte er im Jahre 2001, als er unter anderem in der Serie Law & Order und deren ersten Ableger Law & Order: Special Victims Unit in je einer Folge zu einer Rolle kam. Gleich zwei aufeinanderfolgende Auftritte in der Dramaserie Oz – Hölle hinter Gittern folgten im Jahre 2002, gefolgt von einem weiteren Auftritt bei Law & Order im Jahre 2003. Nachdem er 2004 in der Miniserie Traffic mitwirkte, bekam er etwa zur selben Zeit sein erstes Angebot in einem Spielfilm mitzuwirken. Im US-TV-Film Strip Search hatte Lee allerdings nur einen weniger bedeutenden Kurzauftritt. Die nachfolgenden Jahre waren weniger von Lees Mitwirken in Filmen, sondern eher durch seine Auftritte in Fernsehserien geprägt. Nach einer Folge in Criminal Intent – Verbrechen im Visier, einem weiteren Ableger von Law & Order, folgte für den gebürtigen Taiwaner im Jahre 2006 eine Hauptrolle in der Serie Blade – Die Jagd geht weiter, in der er in elf von insgesamt zwölf Episoden im Einsatz war.
Nach einem weniger bedeutenden Jahr 2007, in dem Lee in keiner nennenswerten Produktion mitspielte, folgten im Jahre 2008 gleich drei verschiedene Filmauftritte. Zum einen war er in Cold Play als Detective Woo zu sehen und brachte es auf je einen weiteren Auftritt in den Filmen Ring of Death und Motel: The First Cut, einem Prequel des 2007 erschienenen Horrorthrillers Motel. Im Jahre 2009 wirkte Lee in der US-Serie Cold Case – Kein Opfer ist je vergessen, die im Folgejahr eingestellt wurde, mit. Außerdem spielte er eine wichtige Nebenrolle im Science-Fiction-Fernsehfilm Virtuality – Killer im System. Im Jahre 2010 ist er in der Filmproduktion Bold Native zu sehen.

## Sonstiges
Im Jahre 2001 war Lee erster Regieassistent im Film The Accident, im Folgejahr hatte er diesen Platz auch in der Produktion des Filmes The Significance of Seventeen inne.
2005 lieh er dem Computerspiel The Warriors, einer Rockstar-Toronto-Produktion, seine Stimme.
Lee war außerdem um das Jahr 2004 Moderator der HBO-Talkshow Chat Zone.

## Filmografie

### Schauspieler
Filmauftritte (auch Kurzauftritte)
- 2004: Strip Search
- 2008: Cold Play
- 2008: Ring of Death
- 2008: Motel: The First Cut (Vacancy 2: The First Cut)
- 2009: Virtuality – Killer im System (Virtuality)
- 2010: Bold Native
- 2021: I Was a Simple Man
- 2021: The Wheel

Gast- und Kurzauftritte in Serien
- 2001: Law & Order: Special Victims Unit (1 Folge)
- 2001, 2003: Law & Order (2 Folgen)
- 2002: Oz – Hölle hinter Gittern (Oz, 2 Folgen)
- 2004: Traffic – Die Macht des Kartells
- 2005: Criminal Intent – Verbrechen im Visier (Law & Order: Criminal Intent) (1 Folge)
- 2006: Blade – Die Jagd geht weiter (11 von 12 Folgen)
- 2006: Bones – Die Knochenjägerin (Bones) (1 Folge)
- 2009: Cold Case – Kein Opfer ist je vergessen (Cold Case) (1 Folge)
- 2017: Madam Secretary (1 Folge)
- 2020–2022: Stargirl
- 2023: Ahsoka (Fernsehserie, 2 Folgen)

## Stimme in Computerspielen
- 2005: The Warriors